# Draupadí Murmúová
Draupadí Murmúová (20. června 1958 Uparbéda, Urísa) je indická politička a od roku 2022 prezidentka Indie. Je první osobou patřící do kastovní komunity a také druhou ženou (po Pratibhe Pátilová) která zastává tento úřad. Je také nejmladší osobou v tomto úřadu.
Pochází z etnika Santálců v indickém státě Urísa. Vystudovala státní ženskou univerzitu Ráma Déví v Bhuvanéšvaru. Věnovala se prosazování práv tohoto dříve izolovaného etnika. V letech 1979–1983 pracovala na ministerstvu zavlažování a energetiky, od roku 1997 jako učitelka, 2000–2004 pak ve vládě státu Urísa. Mezi lety 2015–2021 byla guvernérkou státu Džhárkhand.
V roce 2022 byla vládnoucí Indickou lidovou stranou premiéra Naréndry Módího navržena na funkci prezidentky. Ve volbách 18. července zvítězila a do úřadu nastoupila 25. července 2022. Stala se tak v pořadí 15. hlavou indického státu a druhou ženou v této funkci, když v letech 2007–2012 byla první prezidentkou Pratibha Pátilová.